# Petrus Johannes Robbertse
Petrus Johannes „Hannes“ Robbertse (* 9. Oktober 1932 in Rustenburg, Transvaal) ist ein südafrikanischer Botaniker. Sein Forschungsschwerpunkt ist die Pflanzenmorphologie, wobei er sich insbesondere der Gattung Acacia widmet. Sein botanisches Autorenkürzel lautet „Robbertse“.

## Leben
Robbertse wuchs auf einer Farm bei Rustenburg in der ehemaligen Provinz Transvaal auf, wo er 1951 seinen Abschluss an der Hoërskool Rustenburg machte. Ab 1952 studierte er Botanik und Zoologie an der Universität Pretoria, wo er 1954 den Bachelor of Science erwarb. Gleichzeitig war er auch als Student an einem Lehrerausbildungs-College in Pretoria eingeschrieben. Von 1955 bis 1956 war er als technischer Assistent in der Abteilung für Botanik der Universität Pretoria tätig. Daneben absolvierte er sein Masterstudium, das er 1959 mit der Arbeit ’N Morfologiese studie van die genus Pentachistis Stapf. abschloss. Von 1957 bis 1963 war er fachlicher Beauftragter im Landwirtschaftsministerium, wo er für die Labore für Saatgutreinheit und Saatgutkeimung in Südafrika verantwortlich war.
Robbertse war an der Planung, der Errichtung und der Pflege des botanischen Gartens der Universität Pretoria (1966 bis 1968 und 1972 bis 1993) und des Campusgartens der Universität Port Elizabeth (1970 bis 1972) beteiligt. Auch bei der Planung und der Errichtung des botanischen Gartens von Sasolburg (1968) war er beratend und unterstützend tätig. Von 1964 bis 1968 war er Dozent am Fachbereich Botanik der Universität Pretoria, wo er gleichzeitig als Doktorand eingeschrieben war. Von 1969 bis 1970 war er Senior Lecturer am Fachbereich Botanik der University of Fort Hare und von 1971 bis 1972 Senior Lecturer am Fachbereich Botanik der Universität Port Elizabeth ernannt, wo er 1971 mit der Dissertation ’N Morfologiese studie van die genus Acacia Miller in Suid-Afrika zum D.Sc. promoviert wurde.
Von 1972 bis 1993 war er Professor am Fachbereich Botanik der Universität Pretoria und hatte den Louis-Botha-Lehrstuhl für Botanik inne. 1980 wurde er Direktor des Margaretha-Mes-Instituts für Saatgutforschung, trat 1987 von diesem Posten zurück, blieb aber bis zu seiner Pensionierung im Dezember 1993 als stellvertretender Direktor tätig. Von 1994 bis 2003 war er als Professor in der Abteilung für Pflanzenbau und Bodenkunde tätig und unterrichtete Studenten und Doktoranden in den Bereichen tropische und subtropische Obstproduktion und Pflanzenvermehrung.
Robbertse beteiligte sich während seiner gesamten akademischen Laufbahn aktiv an der Ausbildung von Studenten. Er widmete sich auch aktiv an der Erstellung von Modulen zur Pflanzenproduktion für die Agricultural Sector Education Training Authority (AGRISETA) und betreute weiterhin Postgraduierte im Gartenbau. 2006 wurde Robbertse emeritiert, betreute weiterhin Doktoranden und führte Forschungsarbeiten auf Vertragsbasis in der Abteilung für Pflanzenbau und Bodenkunde der Universität Pretoria durch. Er führte 38 Masterstudenten und 16 Doktoranden erfolgreich durch ihre Dissertationen.
Seine Hauptforschungsgebiete sind die Reproduktionsbiologie von Samenpflanzen (Struktur und Funktion der reproduktiven Teile, Bestäubung, Fruchtansatz und Fruchtentwicklung), allgemeine Pflanzenstruktur und -funktion sowie Gewebekultur. Robbertse wurde von 1999 bis 2001 zum Präsidenten der International Plant Propagator’s Society (IPPS) gewählt. Vom 21. September bis 6. Oktober 1999 war er einer der südafrikanischen Vertreter auf der IPPS-Konferenz in den Vereinigten Staaten. Von 1998 bis 2004 war er auch Mitglied des Komitees und veröffentlichte mehrere Beiträge in den IPPS Combined Proceedings. Von 1994 bis 1997 war er auch Präsident der Cycad Society of South Africa.
Er hielt zahlreiche populäre Vorträge über Bäume in Gartenbauvereinen, botanischen Vereinen sowie Schulen und unterrichtete 10 Jahre lang einen Ökologielehrgang für Studenten des Studiengangs Landschaftsarchitektur. Während seiner akademischen Laufbahn hielt Robbertse 140 Vorträge auf Konferenzen, ist Autor oder Mitautor von 116 in geförderten wissenschaftlichen Zeitschriften veröffentlichten Artikeln, Autor oder Mitautor von 56 in wissenschaftlichen Zeitschriften veröffentlichten Artikeln und 29 populärwissenschaftlichen Artikeln. Er war auch Co-Autor des Buches Plantkunde: Anatomie en Fisiologie, Autor von 2 Kapiteln in den Büchern Production of Avocados und Production of Mangoes, Mitautor eines Kapitels in dem Buch Flower Development sowie Mitautor bei der Schrift Cultivation of Clivias.
Robbertse sammelte ungefähr 1200 Herbarbelege, die sich im Steere-Herbarium der Universität Pretoria befinden.

## Dedikationsnamen
Nach Hannes Robbertse ist die Art Vachellia robbertsei (P.P.Sw. ex Coates Palgr.) Kyal. & Boatwr. benannt.